# Nikolaj Podgornyj
Nikolaj Viktorovitj Podgornyj (russisk: Никола́й Ви́кторович Подго́рный, tr. Nikoláj Víktorovitj Podgórnyj; født 5. februar 1903 i Karlovka, (Ukraine), Det Russiske Kejserrige, død 11. januar 1983 i Moskva, Sovjetunionen) var sovjetisk politiker og præsident for Sovjetunionens øverste sovjets præsidium fra 1965 til 1977.
Podgornyj var oprindelig ingeniør, udlært på det teknologiske institut for fødevareindustrien i Kijev. Han blev vicekommissær for den ukrainske fødevareindustri, før han trådte ind i det sovjetiske kommunistpartis officielle rækker i 1950. I 1965 afløste han Anastas Mikojan som Sovjetunionens statsoverhoved. Han sad på posten indtil 1977, hvor han gik af efter en magtkamp med Leonid Bresjnev. 